# Bressay
Bressay is een eiland dat deel uitmaakt van de Shetlandeilanden.
Bressay is ongeveer 9 km lang en heeft een breedte tot 5 km. Het praktisch boomloze eiland heeft op het hoogste punt (226 m) een zendmast voor de ganse Shetland-archipel.
Er is een veerverbinding met Mainland.